# The Experience of Horror
The Experience of Horror ist das 1991 erschienene Debütalbum der ostfriesischen Thrash- und Death-Metal-Band Assorted Heap.

## Entstehungsgeschichte
Nach der Einspielung ihres ersten Demos, das sich rund 400 Mal verkauft hatte, obwohl es einen schlechten Klang aufwies, plante Assorted Heap ein zweites Demo mit fünf neuen Liedern und einem als Intro einzustufenden einminütigen Instrumental, die deutlich besser produziert sein sollten. Die Band bezog im September 1990 das Dust Music Studio in Hilchenbach und begann mit den Aufnahmen. Die Grundstrukturen der Lieder waren gemeinschaftlich ausgearbeitet worden, nur die Gitarrenparts oblagen den beiden Gitarristen Gunter Groen und Klaus Kessemeier, die sich auf dem späteren Plattencover „Gunter“ und „Klause“ nannten. Die Texte hatte Sänger Dirk Schiemann, der als „Didier“ auf dem Plattencover auftaucht, verfasst und dabei Wert auf größtmögliche Klischeevermeidung gelegt. Der Text des Titelliedes Experience of Horror ist als einziger ein Fremdbeitrag. Der Schlagzeuger Thomas Marter wählte für die Besetzungsangaben seinen Nachnamen und Bassist Joachim Meyer, gab sich – bevor er sich den Beinamen „Lord“ zulegte – als „Bänks“ aus.
Der Studioeigentümer kam während der zunächst selbstgeleiten Aufnahmen auf die Musiker zu und fragte sie, ob sie die erste Band auf seinem neu gegründeten Label 1 More Flop Records (kurz: 1 MF) werden wollten. Nach deren Zusage stellte er ihnen den Sänger und Produzenten S.L. Coe zur Seite, der das Album nun coproduzierte und nachträglich die Backing Vocals von Unexpiated Bloodshed einsang. Außerdem wurde der zweite Tontechniker neben Markus Schneider, Michael (in den Credits „Mike“) Stötzel, enger in die Liedgestaltung eingebunden, was an seinem Beitrag mit der akustischen Gitarre auf In Vain erkennbar ist. Angesichts der nicht absehbaren Heraufstufung einer Demo-Erstellung zur Albumproduktion, konnte man nicht mehr als die vorbereiteten sechs Stücke anbieten. Deshalb hat das Vinyl-Album eher EP-Charakter. Für die CD-Ausgabe wurden zwei Lieder nachkomponiert und in zwei Tagen eingespielt. Ferner wurde das Gimmick-Lied Frisia Non Cantat für das CD-Ende aufgenommen, sodass diese neun Titel umfasst. Das Cover gestaltete ein Bekannter der Band namens Nicolaus Hippen. Im Februar 1991 kam die LP über den Vertrieb von Rough Trade in den Handel. Innerhalb von zwei Wochen war die Erstauflage vergriffen. Von beiden Tonträgerformaten wurden insgesamt 4.000 Einheiten abgesetzt. Da 1 MF keine korrekte Abrechnung vorlegte, kam es zum Streit, der aber beigelegt wurde, woraufhin auch das Nachfolgealbum im April 1992 ebenfalls bei 1 MF Records erscheinen konnte. Zuvor, nämlich noch 1991, absolvierte Assorted Heap Tourneen in Dänemark, Frankreich und den Niederlanden mit Atrocity, Pestilence und Paradise Lost. Die neun Stationen umspannende Tour mit Paradise Lost sei die denkwürdigste gewesen, erinnerte sich Kessemeier 2005 im Interview.
Seit dem 22. Februar 2016 gibt es eine Wiederveröffentlichung durch das Label Vic Records. Die ursprüngliche CD-Version wurde dabei um das erste Demo sowie zwei weitere bislang unveröffentlichte Aufnahmen aus jener Aufnahmesession erweitert und weist somit 17 Tracks aus.

## Titelliste
LP nur 1–6, CD 1–9, CD-Wiederveröffentlichung 1–17.
1. Unexpiated Bloodshed – 4:16
2. Experience of Horror – 5:51
3. Remembrance of Tomorrow – 3:52
4. In Vain – 1:07
5. Sold Out Souls – 5:39
6. Trick to Your Mind – 6:33
7. Terrorized Brains – 4:27
8. Grave New World – 5:07
9. Frisia Non Cantat – 0:44
10. Intro (Demo) – 2:27
11. Killing Peace (Demo) – 3:36
12. Go to Throw up (Demo) – 3:34
13. Assorted Heap (Demo) – 5:09
14. I Don't Care (Demo) – 6:02
15. Green Berets – Fail (Demo) – 0:11
16. Green Berets (Demo) – 2:51
17. After the Attack (Demo) – 5:22

## Stil

### Zeitnahe Beschreibungen
Im Metal Hammer befand deren freier Mitarbeiter Stefan Glas, das Album gehöre in die Sparte Death Metal, sei allerdings ein „neu aufgewärmter Mix aus Sachen, die schon zig andere Bands gemacht haben“. Immerhin sei auf die üblichen Death-Metal-Klischees verzichtet worden. Redaktionsmitglied Robert Müller wich leicht davon ab, indem er den Stil als Death Metal mit Thrash-Tendenzen bezeichnete. Vergleichbaren Gewichtungen fänden sich bei Exhorder und Malevolent Creation.
Für Frank Trojan vom Rock Hard war es Thrash Metal. Das Material werde „runtergeprügelt“, die melodischen Zwischentöne seien sehr dezent. Dass die Darbietungen auf dem Debüt von spielerischer Klasse zeugen, meinte außer ihm auch sein Kollege Fabian Fischer.
Stilistisch ausgewogen als „Death/Thrash-Metal-Album“ wurde es von Gamera Glaub im Break Out tituliert.

### Retrospektive Beschreibungen
Dave Campbell nannte im multinationalen Online-Magazin Metal Temple als Charakteristika für Unexpiated Bloodshed die „rasende Geschwindigkeit“ und das „wechselhafte Riffing“. Das Stück sei von Metallica beeinflusst, resümierte Johnny Main im englischen Online-Magazin Metal Talk. Während Main das Titellied episch angehaucht einstufte, beschrieb es Campbell ausführlich als düsteres Klangbild mit Hardcore-ähnlichem rhythmischem Schrei-Gesang, aber auch mit einem Abwechslung bietenden Zwischenspiel. In Vain ist laut Campbell eine ansprechende Akustik-Nummer, die die Wucht des Albums zwischenzeitlich abbremst und in das klangschwere Sold Out Souls überleitet. Bei Trick to Your Mind „tänzeln“, seiner Beschreibung gemäß, über einem tiefen E-Akkord-Riff die Lead- und die Rhythmusgitarre. Terrorized Brains beinhalte Hintergrundeffekte und eine begleitende akustische Gitarre, außerdem Growls und Schreie. Es beginne langsam, baue Spannung auf, werde dann schnell. In Grave New World dominiere die Blastbeat-Technik, der Gesang sei wieder eher rhythmisches Sprechen. Frisia Non Cantat sei ein kurzer unbeschwerter komödiantischer Ausklang. Das Album sei ein typisches Klangbeispiel jener Zeit, fasste er zusammen. Trotzdem sei es irgendwie schwer einzuordnen, weil zum etablierten Thrash-Stil Elemente aus dem im Entstehen befindlichen Death Metal hinzugetreten seien und der Gesangsstil zum Hardcore passe. Main kam zum selben Schluss, indem er es als „Hardcore Thrash“ bezeichnete.
Auf crossfire-metal.de beschrieb Joxe Schaefer das Album als „geschwindigkeitsreichen Thrash mit kreischenden Death Metal Vocals“. Das Album habe ein „durchgängig brutale[s] Fundament“, worauf rasantes, versiertes und abwechslungsreiches Songwriting mit „Melodie-Einsprengsel[n] nebst nebulösen Keyboards“ aufsitze. Dies ergebe spieltechnisch und energetisch hochwertigen Thrash, analysierte Siegfried Wehkamp von mega-metal.de. Es erinnerte ihn an das Incubus-Werk Beyond The Unknown und bei weiterer Überlegung an Sadus und Num Skull.
In der Totentanz-Rezension von Schnuller ist von „teilweise höllisch schnelle[m] Thrash Metal, der durch die tiefen Vocals von Sänger Dirk eine leichte Death-Metal-Note bekam“ die Rede. Und weiter: „Teilweise wirkten die Songs vielleicht ein wenig chaotisch, aber die echt gute Produktion gab den Songs ordentlich Durchschlagskraft.“ Das US-amerikanische Metal Bulletin Zine zählte die Bestandteile auf: Ein flottes Schlagzeugspiel, aggressiver und wilder Gesang sowie flitzende und scharfe Gitarrensoli in Verbindung mit realitätsnahen Texten über Drogen, Gewalt und Kriminalität. Diese Kombination hinterlasse den Eindruck von mit technischer Versiertheit vorgetragenem rabiatem Gedresche und sei als Thrash Metal, der zu den brutalsten in Europa gehöre, anzusehen.
Discogs verwendet die beiden Stilangaben Thrash Metal und Death Metal.

### Selbsteinschätzung
Sänger Dirk Schiemann äußerte sich im September-Heft 1991 des Metal Hammer zur Stilfrage: „Ich finde eigentlich nicht unbedingt, daß wir richtigen Death Metal machen. Es hat was davon, ist aber mehr so eine Fusion von Death Metal und Thrash. Und das machen jetzt ja so furchtbar viele Bands auch nicht. Live ist das vielleicht was anderes, da sind wir schon ein bißchen derber, da wird mehr rumgegrunzt und so. Naja, man kann’s wohl schwer richtig einordnen, ist auch scheißegal.“ Bezüglich der Texte bevorzuge keiner Gemetzelartiges. So etwas käme höchstens als Parodie in Frage. Vielmehr widme man sich Kriegsproblematiken oder versuche sich in die Rolle einer vergewaltigten Frau hineinzuversetzen.

## Rezeption

### Zeitnahe Bewertungen
Stefan Glas vergab im Metal Hammer 3 von 7 möglichen Punkten. In der Neuerscheinungsrangliste des Monats Februar sprang lediglich der 24. Platz (von 26) für das Album heraus. Die höchste Wertung bekam es mit 5 Punkten von Robert Müller, der jedoch ein Jahr später in der Gegenüberstellung von The Experience of Horror und seinem Nachfolger Mindwaves bei ersterem von Laschheit sprach. Umgekehrt bemängelte Ottger Jeske im Iron Pages am neuen Album, dass die Brutalität von The Experience of Horror verloren gegangen sei. Er zöge das Debütalbum dem Nachfolger weiterhin vor.
Frank Trojan, dem das Demo noch „viel zu dilettantisch“ war, begrüßte den internationalen Standard und vergab 8 von 10 möglichen Punkten. Er erkannte nur eine leicht „derbe“ Steigerung im zweiten Album, das er folglich ebenso hoch bewertete. Das Album präsentiere sich wie ein richtiges Death/Thrash-Album zu sein habe, meinte Gamera Glaub im Break Out und führte erklärend die „druckvolle Produktion, harte Gitarren, ein[en] brutale[n] Sänger und interessante Songs“ an. Insgesamt sei „gute Arbeit geleistet“ worden.

### Retrospektive Bewertungen
Johnny Main lobte, The Experience of Horror sei damals wie heute ein reizvolles Album, auf das die Mitglieder stolz sein sollten. Er füllte 4 der 5 als Bewertungssymbole fungierenden Bierkrüge. Das Material sei solide alte Thrash-Schule, befand Joxe Schaefer, was er in 7 von 10 möglichen Punkten ausdrückte. Siegfried Wehkamps Fazit lautete: „The Experience of Horror hat nichts von seiner Durchschlagskraft verloren.“ Er vergab 8 von 10 Punkten.
Alles in allem fand Dave Campbell das Album mittelmäßig. Jeweils 5 von 10 Punkten für Songwriting, Originalität, Zeitwert und Produktion, lautete sein Urteil. Totentanz-Redakteur Schnuller empfahl: „The Experience of Horror sollte man als Freund des schnellen Thrash auf jeden Fall mal anchecken.“ (Das Magazin vergibt keine Punkte.)